# Musculus articularis genus
Der Musculus articularis genus (von lateinisch articulatio ‚Gelenk‘ und genus ‚Knie‘) ist ein kleiner Muskelteil und besteht aus eigenen Fasern und aus Fasern aus Anteilen des Musculus vastus intermedius. Er entspringt am distalen ventralen Femurschaft und setzt am tiefen Blatt des Recessus suprapatellaris an.

## Blutversorgung
Der M. articularis genus wird von der Arteria circumflexa femoris lateralis versorgt.

## Innervation
Er wird vom Nervus femoralis (L2-L4) innerviert.

## Variationen
Der Muskel ist flach, schmal und sehr variabel, besteht manchmal aus mehreren separaten Muskelbündeln und variiert in seiner Breite von 1,5 – 3 cm.
In der Regel ist der M. articularis genus klar trennbar vom M. vastus intermedius, manchmal aber verwachsen mit ihm.

## Funktion
Der Articularis genus zieht den Recessus suprapatellaris in die Länge und verhindert bei der Extension des Knies das Einklemmen der Kapsel zwischen der Patella und dem Femur.